# Union Nationale pour la Démocratie aux Comores
Die Union Nationale pour la Démocratie aux Comores, UNDC (arabisch الاتحاد الوطني للديمقراطية في جزر القمر, deutsch Nationale Union für Demokratie in den Komoren, englisch National Union for Democracy in the Comoros) war eine Politische Partei in den Komoren.

## Geschichte
Das UNDC nominierte Mohamed Taki Abdoulkarim als Kandidaten für die Präsidentschaftswahlen 1990. Obwohl Taki im ersten Wahlgang die meisten Stimmen erhielt, unterlag er im zweiten Wahlgang dem amtierenden Präsidenten Said Mohamed Djohar mit einem Verhältnis von 55 % zu 45 %.
Die Partei boykottierte die Parlamentswahlen 1992, weil die Regierung sich weigerte, das Wählerverzeichnis zu aktualisieren. Sie trat in den vorgezogenen Wahlen 1993 wieder an und errang vier Sitze.
Taki war erneut Kandidat für die Präsidentschaftswahlen 1996 und besiegte dieses Mal Abbas Djoussouf in der zweiten Wahlrunde mit 64 % der Stimmen.
Auf Vorschlag von Taki fusionierte die Partei am 6. Oktober 1996 mit mehreren Gruppen des Forum for National Recovery zur Rassemblement National pour le Développement (RND).